# Alvenaria
Alvenaria é um tipo de construção humana composta por elementos unidos entre si por algum tipo de argamassa. Esses elementos podem ser blocos de cerâmica, de vidro, de concreto, pedras, tijolos etc. O termo alvenaria vem de "alvener", "pedreiro", a partir do árabe al-bannã.
Fala-se alvenaria insossa à construção com pedras justapostas sem argamassa, e alvenaria gorda é a alvenaria cuja argamassa é feita com abundância de cal, em contraposição à alvenaria magra, cuja argamassa é feita com pouca cal ou com pouco cimento.
A alvenaria pode servir tanto como vedação ou como estrutura de uma edificação. Neste segundo caso, assume o nome de alvenaria estrutural.
Pode ser construída com blocos de cerâmica, que são conhecidos pelo seu isolamento térmico.

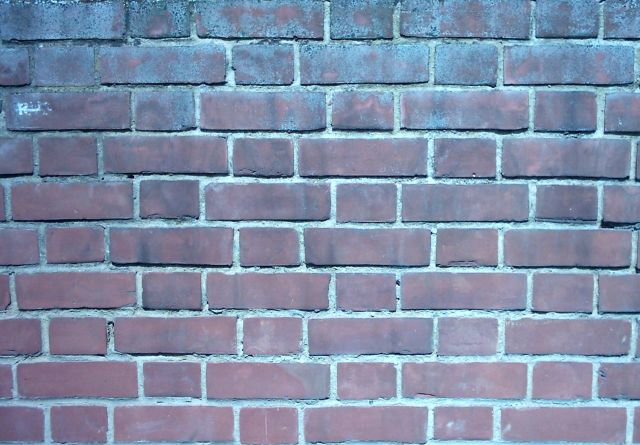
Uma parede de alvenaria

## Aplicações
A alvenaria é, comumente, usada em paredes de edifícios, muros de arrimo e monumentos. Os blocos mais comuns são os cerâmicos e os de concreto (betão(PE)). Os blocos cerâmicos (também conhecidos como tijolos) podem ser maciços ou vazados. Os blocos de concreto (betão(PE)) são, sempre, vazados.

## Tipos de Alvenaria no Período Colonial

### Alvenaria de tijolo cozido
Material muito versátil em forma de paralelepípedo de aproximadamente 20x20x40cm. Era feito de barro de consistência cuidadosamente escolhida, ou corrigida se o barro disponível fosse inadequado. Ele era compactado manualmente e depois secado e cozido em forno para aumentar a resistência e durabilidade dele.  Depois, o assentamento era feito geralmente com argamassa de barro argiloso, areia e estrume ou sangue para dar liga.  Em construções mais caras, adicionava-se cal para reforçar a argamassa.
O uso do tijolo cozido se observa em alicerces, pisos, paredes, pilares, falsas pilastras, abóbadas, arcadas e forros. Alguns deles tinham rasgos pré-estabelecidos para reforçar a união com os esteios de madeira por meio de varas.

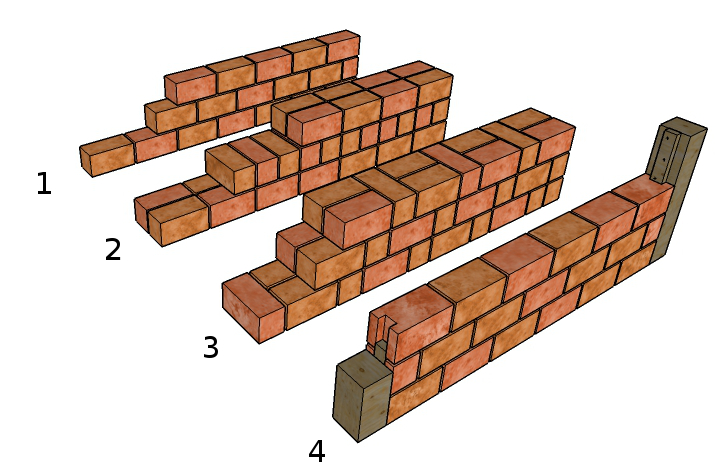
1. Alvenaria de meia vez.2. Alvenaria de 1 vez. Aparelho inglês.3. Alvenaria de 1 vez. aparelho flamengo.4. Travamento com estrutura de madeira tipo gaiola pombalina

Apesar da versatilidade, e de existir evidências do uso desde o século XVII, o tijolo cozido só teria começado a ser usado em forma extensiva em São Paulo a partir de 1865, quando começou a funcionar a primeira olaria mecanizada do Brasil.

## Tijolo cozido na arquitetura brasileira
O tijolo já era comumente utilizado nas construções civis no nordeste do Brasil desde o século XVII, muito antes que se instalasse a primeira olaria mecanizada do país, contudo, devido à precariedade das condições de trabalho, a maior parte da produção era dedicada à olarias para telhas. As alvenarias em tijolo, no entanto, somente se popularizam na segunda metade do século XIX, sobretudo em 1865 quando se instala em Campinas a primeira olaria mecanizada do país além da imigração italiana que trouxe ao Brasil mão de obra especializada de pedreiros e oleiros que deram início à construção em alvenaria de tijolos em São Paulo, e a partir de então, a produção de tijolos cerâmicos começa a ser significativamente numerosa, o suficiente para tornar o material barato para substituir a taipa. A partir dos anos 60, a alvenaria estrutural assim como o tijolo começa também a ser utilizada em larga escala em Minas Gerais, Goiás e em outros estados. Contudo, aos poucos, a alvenaria em tijolo começa a perder importância para taipa de pilão, pedra e cal e adobe. 